# Цветные цыплята

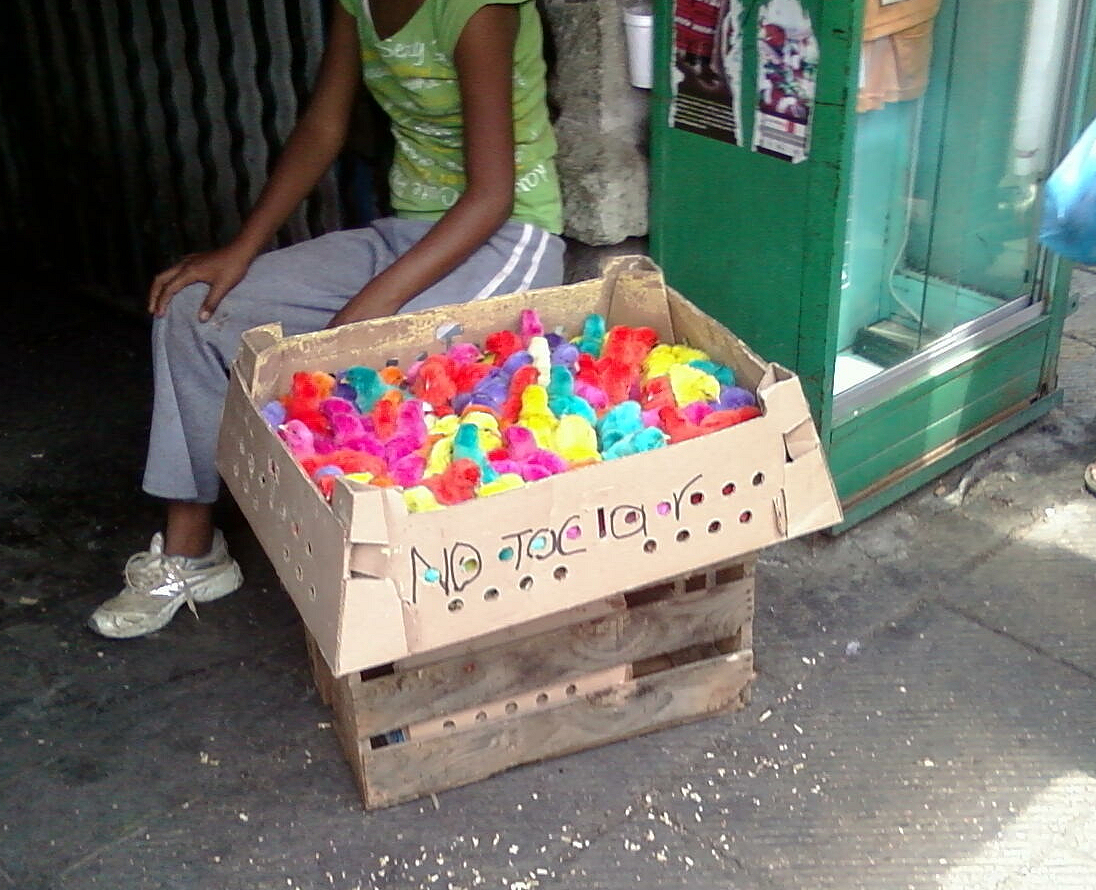
Торговля цветными цыплятами в Оахаке, Мексика.

Цыплята, окрашенные в различные неестественные цвета с помощью красок, продаются на улицах в качестве своего рода «живых игрушек» для детей. Явление имеет место в различных странах, в первую очередь в Латинской Америке и Азии. Наибольшие масштабы, по некоторым оценкам, такая деятельность имеет в Мексике и в Иране.
Для окрашивания отбираются цыплята мужского пола, в содержании которых владельцы хозяйств, разводящие кур, не видят никакой финансовой выгоды.
Существует информация, что, например, в инкубаториях на иранских птицефабриках после вылупления из яиц и определения пола у цыплят самцов, которые не относятся к породам кур, способным к быстрому росту и набору веса (которых можно сравнительно быстро откормить и забить на мясо), сбывают уличным торговцам. В некоторых случаях для окрашивания таких цыплят используются промышленные краски, хотя иногда их вводят ещё до вылупления цыплёнка, непосредственно в яйцо, с помощью шприца. После процедуры окрашивания таких цыплят продают на рынках и в точках уличной торговли; как правило, такая торговля ведётся весной и летом, часто прямо на тротуарах.
Содержание цыплят в домашних условиях, в первую очередь городских, людьми, особенно детьми, не знакомыми с правилами ухода за ними, не рекомендуется ввиду высокой вероятности их быстрой смерти. Очень многие цветные цыплята погибают в течение первых нескольких дней после покупки, чаще всего из-за неправильного ухода, хотя нередко и из-за болезней, вызванных ядовитой краской; иногда же владельцы просто избавляются от них, когда дети теряют к ним интерес, особенно с учётом того, что необычный окрас у цыплёнка, если он выживет, может продержаться максимум несколько недель.
Кроме того, некоторые врачи призывают не покупать цветных цыплят в качестве «живых игрушек» для детей по причине возможной серьёзной опасности для последних, так как для окраски цыплят могут применяться вредные для здоровья красители. Соответствующее обращение к родителям выпустило медицинское общество Ирана.
Продажа окрашенных цыплят подвергается жёсткой критике и со стороны многих защитников животных. Несмотря на сравнительно небольшую известность данной темы, статья о проблеме цветных цыплят в 2012 году появилась на первой полосе газеты New York Times.